# Gotischer Turm

Gotischer Turm, Lithographie um 1840

Der Gotische Turm in Karlsruhe war ein kapellenähnliches Gebäude mit Turm und befand sich im südöstlichen Teil des ehemaligen Erbprinzengartens, dem heutigen Nymphengarten.

## Geschichte
Markgraf Karl Friedrich von Baden ließ das Bauwerk 1802 von Friedrich Weinbrenner in Andenken an seinen in Arboga (Schweden) verstorbenen Sohn, Erbprinz Karl Ludwig von Baden, errichten. 
Der Turm wurde als „gotisch“ bezeichnet, da die Form des Spitzbogens bei Fenster und Türen an diesen Baustil erinnerte. Eine Treppe mit 128 Stufen führte zur Plattform des Turms. Von der Spitze des Turmes konnte bis zu den Ausläufern des Schwarzwaldes gesehen werden. 
Am runden Turm waren ein Badhaus, das Badekabinett der verwitweten Markgräfin Amalie von Hessen-Darmstadt, ein Zimmer mit Zeichnungen und Stichen über das Leben und Sterben Karl Ludwigs, sowie eine Kapelle mit dem Grabmal des Erbprinzen angebaut. Alle Gebäudeteile waren in einem einheitlichen, altdeutschen Stil, der so genannten Neogotik gestaltet. In der Nähe des gotischen Turmes befand sich das heute nicht mehr existierende Amalienschlösschen.
Im Zuge der städtebaulichen Umgestaltung und der Verlängerung der Lammstraße musste der Turm 1866 abgebrochen werden. Im Jahre 1871 wurden die letzten Gebäudereste bei einem Brand zerstört.

## Grabmal
Das Grabmal in Form eines antiken Aschensargs, vor dem eine trauernde weibliche Figur saß, befand sich in der als Mausoleum genutzten Kapelle. An seiner Spitze befand sich ein Medaillonbild des Verstorbenen, Von den Symbolen des Todes und Schlafes und zwei trauernden Genien umgeben. Der Sockel enthielt die Inschrift:

„Karl Ludwig, Erbprinz von Baden, geb. 14. Febr. 1755, gest. 15. Dezember 1801. Dem Vielgeliebten, schmerzvollen, unvergänglichen Andenken und der süßesten aller Hoffnungen, der des Wiedersehens.“

Nach dem Abbruch des Gotischen Turms wurde das Grabdenkmal in die Fasanerie in der Nähe des heutigen Fasanenschlösschen, unweit des Karlsruher Schlosses, versetzt.